# Fuxi (köping i Kina)
Fuxi (kinesiska: 符溪镇, 符溪) är en köping i Kina. Den ligger i provinsen Sichuan, i den sydvästra delen av landet, omkring 130 kilometer söder om provinshuvudstaden Chengdu. Antalet invånare är 30 361. Befolkningen består av 15 323 kvinnor och 15 038 män. Barn under 15 år utgör 9,0 %, vuxna 15-64 år 79 %, och äldre över 65 år 10,0 %.
Genomsnittlig årsnederbörd är 1 512 millimeter. Den regnigaste månaden är juli, med i genomsnitt 367 mm nederbörd, och den torraste är januari, med 14 mm nederbörd.